# Онгула
Онгула (фр. Angoulins) насеље је и општина у западној Француској у региону Поату-Шарант, у департману Приморски Шарант која припада префектури Rochelle.
По подацима из 2011. године у општини је живело 3790 становника, а густина насељености је износила 482,19 становника/km². Општина се простире на површини од 7,86 km². Налази се на средњој надморској висини од 4 метра (максималној 17 m, а минималној 0 m).

## Демографија
| 1962. | 1968. | 1975. | 1982. | 1990. | 1999. | 2011. |
| ----- | ----- | ----- | ----- | ----- | ----- | ----- |
| 1.917 | 2.126 | 2.149 | 2.441 | 2.908 | 3.501 | 3.790 |

График промене броја становника у току последњих година